# Баширов, Лёма Ахмадович
Лёма Ахмадович Баширов (16 мая 1936 года, село Предгорное, Грозненский район Чечено-Ингушская АССР, РСФСР, СССР — 22 июля 2011 года, Москва, Россия) — российский религиовед и исламовед, специалист по проблемам методологии религиоведения, современного состояния государственно-конфессиональных отношений, по проблемам ислама в контексте этнополитических процессов в современной России, доктор философских наук, профессор.

## Биография
Родился 16 мая 1936 года в селе Предгорное, Грозненского района Чечено-Ингушской АССР.
После блестящего окончания средней школы работал разнорабочим Грозненского ремонтно-строительного управления.
В 1963 году окончил факультет журналистики МГУ им. М. В. Ломоносова.
Работал литературным сотрудником газеты «Грозненский рабочий».
В 1971—1972 годах — редактор молодёжной газеты Чечено-Ингушской АССР «Комсомольское племя».
В 1972—1975 году учился в аспирантуре Академии общественных наук при ЦК КПСС.
В 1975 году защитил диссертацию на соискание учёной степени кандидата философских наук.
В 1975—1991 годах — референт, старший научный сотрудник Института научного атеизма Академии общественных наук при ЦК КПСС.
В 1994—2009 годах — доцент кафедры государственно-конфессиональных отношений РАГС при Президенте РФ; профессор-консультант методического центра РАГС при Президенте РФ.
В 2009 году в РАГС при Президенте РФ защитил диссертацию на соискание учёной степени доктора философских наук по теме «Ислам в контексте этнополитических процессов в современной России». Официальными оппонентами выступили доктор философских наук, профессор Глаголев В. С., доктор философских наук, профессор Албакова Ф. Ю. и доктор исторических наук, профессор Микульский Д. В.
С 2009 года до самой смерти — профессор кафедры государственно-конфессиональных отношений РАГС при Президенте РФ.
Умер 22 июля 2011 года в Москве.
Член редакционной коллегии журнала «Государство, религия, церковь в России и за рубежом».
Владел арабским языком.

## Научные труды

### Диссертации
- Баширов Л. А. Ислам в контексте этнополитических процессов в современной России : автореферат дис. ... доктора философских наук : 09.00.13 / Баширов Лёма Ахмадович; [Место защиты: Рос. акад. гос. службы при Президенте РФ]. — Москва, 2009.   — 47 с.

### Монографии
- Баширов Л. А. Ислам и межнациональные отношения. — М., 1990.
- Баширов Л. А. Ислам и этнополитические процессы в современной России. Точка зрения. — М.:РАГС, 2000. — 100 с.
- Баширов Л. А. Ислам в контексте этнополитических процессов в современной России. — М.:РАГС, 2008. — 246 с. — 500 экз.  ISBN 978-5-7729-0355-1.

### Статьи
- Баширов Л. А. Мюридизм: история и современность // Вопросы научного атеизма. Вып. 39 / Редкол. В. И. Гараджа (отв. ред.) и др.; Акад. обществ. наук ЦК КПСС. Ин-т научного атеизма. — М.: Мысль, 1989. — С. 44—62. — 335 с. — 18 870 экз.
- Баширов Л. А. Ислам и межнациональные отношения// Государственно-церковные отношения в России (опыт прошлого и современное состояние). — М., 1996.
- Баширов Л. А. Трофимчук Н. А. Ислам и этнополитические конфликты  в современной России // Религия и культура. — М., 2000.
- Баширов Л. А. Керимов Г. М. Ислам в России // История религий в России: Учебное пособие: В 2-х частях. 2-е изд., доп. и перераб. / Под общей ред. Н. А. Трофимчука). Ч. II. — М.: РАГС, 2000.
- Баширов Л. А. Онтологическая природа этнического и религиозного феноменов // Государство, религия, Церковь в России и за рубежом: Информационно-аналитический бюллетень. — №1-2 (36-37) — М.: Изд-во РАГС, 2006. ISSN: 2073-7203
- Баширов Л. А.   Религиозно-политический экстремизм и терроризм как угроза национальной безопасности России // Мир и согласие: Ежеквартальный научно-информационный журнал. — №1 (22). — М., 2005.
- Баширов Л. А.  Джихад: теория и практика // Мир и согласие. Ежеквартальный научно-информационный журнал. — №4 (25). — М., 2005.
- Баширов Л. А.  Учение ислама о войне и мире // Государство, религия, Церковь в России и за рубежом: Информационно-аналитический бюллетень. № 3 (38). — М.: Изд-во РАГС, 2006. ISSN: 2073-7203
- Баширов Л. А. Ваххабизм в России: истоки, особенности вероучения и причины распространения // Государство, религия, церковь в России и за рубежом: Информационно-аналитический бюллетень. №1-2 (38-39). — М.: Изд-во РАГС, 2007.
- Баширов Л. А. Причины возникновения и меры противодействия религиозно-политическому экстремизму и терроризму // Международный миротворческий форум «Ислам – религия мира и созидания»: Материалы ММФ 22-23 августа 2007 года. г. Гудермес, Чеченская Республика, август 2007.
- Баширов Л. А. Исламская концепция джихада // Государство, религия, Церковь в России и за рубежом. — 2007. — № 3. — С. 211-234.
- Баширов Л. А. Исламо-православный диалог: состояние и перспективы развития // Мир и согласие: Ежеквартальный научно-информационный журнал. — №1(34). — М., 2008.
- Баширов Л. А. Исламо-православный диалог: состояние и перспективы развития // Межкультурный и межрелигиозный диалог в целях устойчивого развития: Материалы международной конференции. Москва, Российская академия  государственной службы при Президенте Российской Федерации, 13-16 сентября 2007 года / Под общ. ред. В. К. Егорова. — М.: Изд-во РАГС, 2008.
- Баширов Л. А. Религиозный экстремизм: недооцененная опасность (недоступная ссылка). // Национальные интересы. — № 2. — 2008.
- Баширов Л. А. Православно-исламские взаимоотношения в современной России: проблемы и перспективы диалога //  Журнал "Регионология". — № 3. — 2008. — С. 279-287.
- Баширов Л. А. Политическое будущее России и исламская перспектива // Социология образования. — 2008. — № 4. — 44-50.
- Баширов Л. А. Религиозно-политический экстремизм, терроризм: истоки и проблемы преодоления. // Социология образования. —2008. — № 5.
- Баширов Л. А. Исламское измерение российского федерализма // Власть. — 2008. — № 2. — С. 31-34. ISSN: 2071-5358
- Баширов Л. А. Учение ислама о войне и мире // Власть. — 2008. — № 10. ISSN: 2071-5358
- Баширов Л. А. Взаимосвязь национального и религиозного феноменов как предмет социально-философского анализа // Социология власти. — 2008. — № 4. — С. 127-140.
- Баширов Л. А. Будущее ислама в России // Социология власти. — 2008. — № 5. — С. 33-44.
- Баширов Л. А. Будущее ислама в России // Россия и мусульманский мир. — 2009. — № 2. — С. 28-35.
- Баширов Л. А. Учение ислама о войне и мире // Россия и мусульманский мир. — 2009. — № 3. — С. 166-172.
- Баширов Л. А. Ислам в контексте этнополитических процессов в современной России (недоступная ссылка) // Государство, религия, Церковь в России и за рубежом. — 2009. — № 1. — С. 217-227
- Баширов Л. А. Ислам : о войне и мире // Государство, религия, Церковь в России и за рубежом. — 2011. — № 2. — С. 186-202. ISSN: 2073-7203
- Баширов Л. А. Политическое будущее России и исламская перспектива. // Государство, религия, Церковь в России и за рубежом. — 2011. — № 2. — С. 203-212. ISSN: 2073-7203